# Arístides Isusi
Arístides Doroteo Isusi Suárez (Asunción, 6 febbraio 1932 – 19 settembre 1999) è stato un cestista paraguaiano.

## Carriera
Con il Paraguay ha disputato i Campionati del mondo del 1954, segnando 80 punti in 5 partite.